# Данченко, Алексей Евгеньевич
Алексей Евгеньевич Данченко (9 [22] марта 1904, Ялта, Таврическая губерния — 1 октября 1983, Одесса) — советский деятель торгового флота СССР, капитан дальнего плавания,  начальник Черноморского морского пароходства, Герой Социалистического труда, кавалер правительственных наград, депутат Совета Союза Верховного Совета СССР 5—8-го созывов от Одесского—Ленинского избирательного округа Одесской области, депутат Верховного совета УССР 2-го созыва. Член Ревизионной комиссии ЦК КПУ в 1952—1954 и 1961—1966 годах. Член ЦК КПУ в 1966—1976 годах.

## Биография
Родился в Ялте в семье моряка. Его отец — Евгений Иванович плавал на судах торгового флота боцманом. В 1919-м году oкончил ремесленное училище, получив квалификацию слесаря-механика. В том же 1919-м году, добровольцем вступил в Красную Армию. В составе 1-го Крымского Интернационального полка участвовал в освобождении Крыма от белогвардейской армии.
После демобилизации из армии, с 1921 года по 1931 год, работал кочегаром и матросом на судах Совторгфлота. В 1925 году стал членом ВКП(б). В 1925 году, будучи председателем судкома на пароходе «Батум», обеспечивал тайные переправки из греческого порта Пирей в СССР семи болгарских революционеров.
С 1931 по 1934 год, окончив судоводительский факультет Одесского морского техникума (вечернее отделение), плавал штурманом на судах Черноморского пароходства. В 1934—1938 годах плавал капитаном пароходoв («Терек», «Ингул», «Красногвардеец») и теплохода «Максим Горький». С 1938 года — начальник Новороссийского порта. В 1939 году — начальник комиссии по закупке судов Наркомата внешней торговли СССР, работал в Великобритании. С конца 1939 года — заместитель начальника Одесского порта, а затем уполномоченный Наркомата внешней торговли СССР по Одесской области.
Война застала Данченко в Одессе. При эвакуации 27 июля 1941 при взрыве мины на теплоходе «Ленин» погибает его дочь. В живых остались маленький сын Серёжа и жена Надежда Алексеевна, и ещё несколько людей, бывших на борту судна.
С 1941 по 1943 год Данченко командир водных перевозок, сначала — штаба Черноморского ВМФ (Севастополь), затем Каспийской военной флотилии (Баку) и вновь Черноморского военно-морского штаба (Москва). Принимал участие в боевых операциях в Севастополе, Новороссийске и Керчи.
Капитан-лейтенант.
В марте 1943 года — откомандирован в распоряжение Наркомфлота и назначен начальником Махачкалинского порта. С сентября 1944 года — первый заместитель начальника Советского Дунайского пароходства. С декабря 1945 года — начальник Одесского порта. После введения в 1948 в СССР классных званий — генерал-директор морского флота III ранга.
В мае 1949 года А. Е. Данченко возглавил Черноморское пароходство и работал в этой должности до 1953 года, когда был назначен начальником Главного управления флота и портов южного бассейна. В 1953 году заочно окончил эксплуатационный факультет Одесского института инженеров морского флота. В 1954 году А. Е. Данченко — начальник главного управления движения и эксплуатации флота и портов ММФ, член коллегии Министерства морского флота СССР.
С 1956 года и вплоть до выхода на пенсию в 1972 году — начальник объединённого Черноморско-Азовского морского пароходства (сухогрузного, наливного, пассажирского) — Государственное Черноморское морское пароходство Министерства морского флота СССР.
Под руководством Алексея Евгеньевича ЧМП вышло на позиции крупнейшей государственной судоходной компании мира — около 600 торговых судов, 18 портов, более 100,000 работников. Суда пароходства заходили в 273 порта 75 стран. В начале 1970-х годов 60 процентов внешнеторговых перевозок СССР приходилось на долю Черноморского пароходства. В 1971 году коллектив ЧМП был награждён орденом Ленина.
В декабре 1957 году по его инициативе и под его командованием началось сооружение четвёртого грузового района Одесского порта, из которого в условиях постоянной заботы А. Е. Данченко вырос Ильичёвский морской торговый порт. По его распоряжению при ЧМП был создан строительный трест, силами которого в Одессе были возведены жилые дома для моряков и портовиков, пять школ, две больницы, пять поликлиник, множество детских садов, яслей, детских оздоровительных лагерей, гостиница, стадион, межрейсовая база моряков и другие.
Данченко выступил инициатором строительства в Ильичёвске различных объектов для подразделений пароходства — филиала промкомбината для обслуживания судов, специализированных складов с железнодорожными подъездами для службы материально-технического снабжения, больницы моряков, специализированных мастерских для ремонта контейнеров и здания для бассейновой санэпидстанции. По инициативе Данченко прокладывается трамвайная линия от Черноморки до Сухого лимана в районе Бурлачьей Балки, строится новая шоссейная дорога по короткому пути из Одессы в Ильичёвск через Таировский массив. В Ильичевске сооружается железнодорожная платформа и устанавливается регулярное пригородное железнодорожное сообщение с Одессой. По его указанию на новой площадке на Сухом лимане строится крупнейший в бассейне современный судоремонтный завод. Данченко добился строительстве на Сухом лимане крупного морского порта.
Указом Президиума Верховного Совета СССР от 3 августа 1960 года за выдающиеся успехи, достигнутые в деле развития морского транспорта, начальнику Государственного Черноморского морского пароходства Данченко Алексею Евгеньевичу присвоено звание Героя Социалистического Труда с вручением ордена Ленина и золотой медали «Серп и Молот».

А. Е. Данченко оставил заметный след в истории не только отечественного, но и мирового торгового флота. В частности, он первым предложил и опробовал загружать нефтеналивные танкеры зерновыми грузами или сахаром-сырцом на обратном пути во избежание холостых пробегов. Этот метод англичане позже назвали «русским», он широко используется на морском транспорте во всём мире.

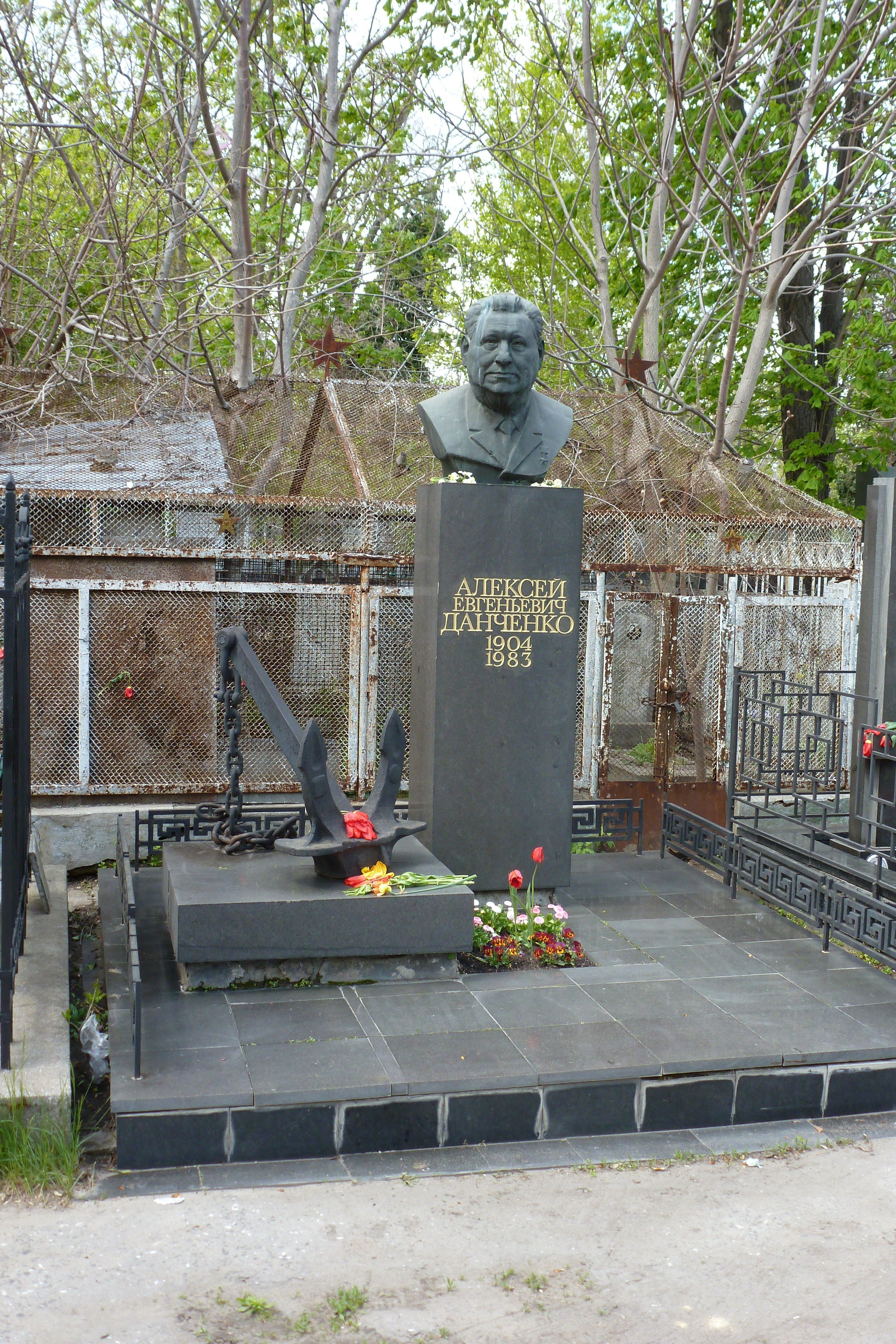
Памятник Начальнику ЧМП А. Е. Данченко на его могиле в Одессе

По инициативе А. Данченко хозспособом были построены также порты Белгород-Днестровский, Мирный (на озере Донузлав). Учитывая перспективы развития морского хозяйства, Алексей Евгеньевич оформил весь район Григорьевского лимана как портпункт Одесского порта, а потом добился строительства самого крупного на Чёрном море порта «Южный».
С 1972 года на пенсии — персональный пенсионер союзного значения. Почётный работник Морского Флота СССР А. Е. Данченко был участником встречи ветеранов партии и труда в ЦК КПСС в Москве в августе 1983 года.
А. Е. Данченко написал небольшую книгу мемуаров под названием «Мачты над городом».
Скончался 1 октября 1983 года в Одессе, где и похоронен на 2-м кладбище.

## Награды

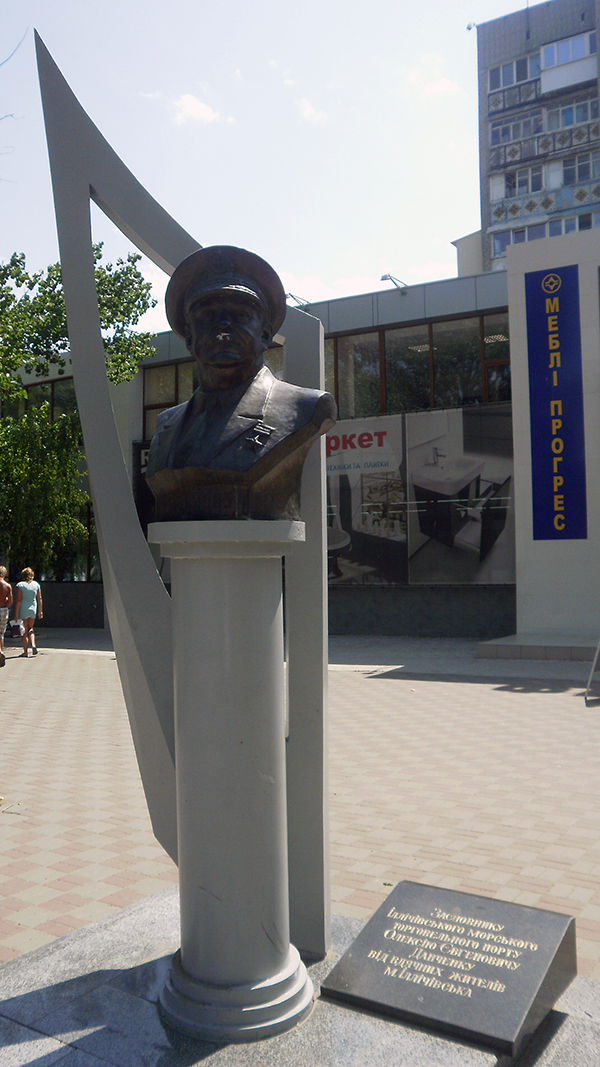
Памятник основателю порта А. Е. Данченко в Черноморске

Алексей Евгеньевич Данченко имел 21 правительственную награду.

#### За участие в Великой Отечественной войне[2]
- два ордена Красной Звезды
- две медали «За боевые заслуги»
- медаль «За оборону Одессы»
- медаль «За оборону Севастополя»
- медаль «За оборону Кавказа»
- медаль «За доблестный труд в Великой Отечественной войне 1941–1945 гг.»

#### Трудовые
- Герой Социалистического Труда (3.08.1960)
- Три ордена Ленина
- Орден Октябрьской революции
- Два ордена Трудового Красного Знамени
- медали

## Память
Мемориальные доски, посвященные памяти этого выдающегося руководителя, установлены на зданиях Одесского мореходного училища им. Маринеско, Одесского национального морского университета и на доме по ул. Ланжероновской, 5, где он прожил последние 19 лет своей жизни.
Памятник А. Е. Данченко установлен в городе Черноморск в Одесской области, и его именем названа улица.